# (48650) Kazanuniversity
(48650) Kazanuniversity est un astéroïde de la ceinture principale.

## Description
(48650) Kazanuniversity est un astéroïde de la ceinture principale. Il fut découvert le 17 octobre 1995 à Zelenchukskaya Station par V. Y. Solovyov. Il présente une orbite caractérisée par un demi-grand axe de 2,28 UA, une excentricité de 0,12 et une inclinaison de 0,9° par rapport à l'écliptique.

## Compléments